# Josef Benetseder
Josef Benetseder (né le 10 février 1983 à Ried im Innkreis) est un coureur cycliste autrichien.

## Palmarès
- 2003[1]
  - 3e du championnat d'Autriche sur route espoirs
- 2004
  - 3e du championnat d'Autriche sur route espoirs
  - 3e du championnat d'Autriche du contre-la-montre espoirs
- 2008
  - 3e du Raiffeisen Grand Prix
- 2010
  - Eröffnungsrennen Leonding
  - 2e étape du Tour de Haute-Autriche
  - Tchibo Cup
  - 2e de Croatie-Slovénie
- 2011
  - 3e du championnat d'Autriche du contre-la-montre
- 2012
  -  Champion d'Autriche de la montagne
  - 2e du championnat d'Autriche sur route
- 2013
  - Grand Prix Vorarlberg
  - Tour Bohemia
- 2014
  - Eröffnungsrennen Leonding
  - 3e du Grand Prix Vorarlberg

## Classements mondiaux
| Année           | 2008 | 2009 | 2010 | 2011 | 2012 | 2013 | 2014 |
| --------------- | ---- | ---- | ---- | ---- | ---- | ---- | ---- |
| UCI Asia Tour   |      |      | 300e |      |      |      |      |
| UCI Europe Tour | 612e |      | 398e |      | 310e | 275e | 779e |